# De släckta metropolerna
De släckta metropolerna är en roman från 1937 av den svenske författaren Rütger Essén, utgiven under pseudonymen Leif Erikson. Den handlar om hur nästan hela mänskligheten utrotas av en radikal pessimist. En mindre grupp överlever i Stockholm och bygger upp ett nytt samhälle.
Essén var ledande inom Sveriges nationella förbund och hans politiska åskådning är central i bokens skildring. Det är hans första och enda roman.

## Handling
McFarland, en amerikansk mångmiljonär i New York, är radikal pessimist och anser att hela mänskligheten bör utrotas. Han gör slag i saken och släpper ut ett dödligt gift i hela atmosfären.
Några människor i Stockholm överlever genom att hushållsgasen i deras hem har skyddat dem från giftet. En av dessa är arbetarmannen Erik, som under sina vandringar i det tomma Stockholm träffar några andra överlevare. De slår sig ned på Drottningholm och inrättar ett hierarkiskt men gemenskapsbetonat miniatyrsamhälle.
De stöter samman med en annan grupp överlevare på Djurgården vilket slutar med att en ur den andra gruppen, Ante, flyttar in på Lovön. Ante lär sig att läsa och börjar att studera marxismen och förespråkar klasskamp. Han organiserar Djurgårdsgruppen och går till väpnad attack mot Drottningholm, men slås ned. Erik skickar sin äldste son till att avrätta alla i den andra gruppen. Sonen avrättar männen och pojkarna men avstår från kvinnorna och flickorna, som han istället gör till trälar. Trälarna får arbeta med hantverk och jordbruk men är förbjudna att lära sig läsa.

## Mottagande
Bert Möller på Biblioteksbladet beskrev boken som "i all blygsamhet en efterföljare till Wells' sociala fantasier".
Torbjörn Elensky skrev en artikel om boken i Svenska Dagbladet 2013. Elensky beskrev Essén som "jämte Fredrik Böök, Sveriges mest kände intellektuelle nazist". Han kallade boken för "en välskriven spänningsroman som behandlar djupa frågor, men alltför ofta faller in i en didaktiskt förklarande ton". Elensky fortsatte: "Här finns varken den ironiskt självmedvetna våldspornografin, som hos en Curzio Malaparte, eller den totala människohatarsvärtan hos Céline. Snarare liknar den pojkböckerna från tiden, med hurtiga upptåg, käcka gossar och rara flickor." Bäst ansåg han att den är när Essén "skildrar det döda Stockholm". Elensky skrev avslutningsvis att romanen "erbjuder en möjlighet att förstå nazismens världsbild, liksom dess känsliga beröringspunkter med andra ideologier, som överbryggar motsättningen mellan högerns och vänsterns utopistiska extremismer".